# Contiguous United States

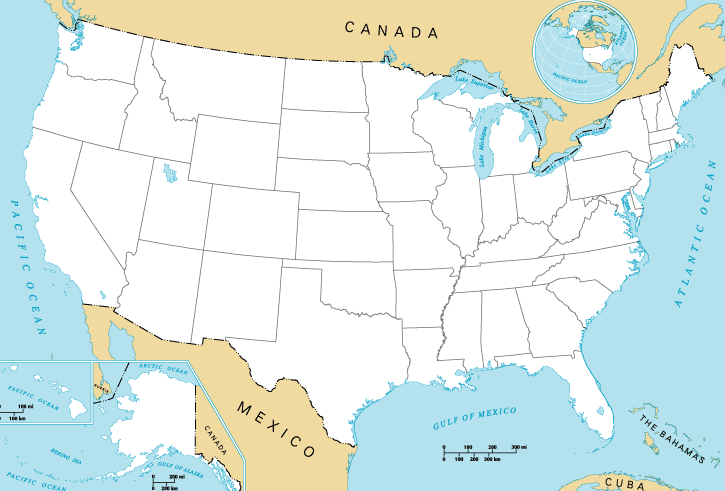
Karte der Vereinigten Staaten. Der Hauptteil zeigt die Contiguous United States; in den Ausschnitten unten links sind die nicht zu diesen gehörenden Staaten Alaska (in kleinerem Maßstab) und Hawaii (maßstabsgetreu) dargestellt.

Die Contiguous United States („zusammenhängende Vereinigte Staaten“), offiziell Conterminous United States, seltener auch Coterminous United States und alternativ häufig Lower 48 („untere 48“) genannt, bezeichnen die Gesamtheit der 48 nicht durch Ozeane oder internationale Grenzen voneinander getrennten Bundesstaaten der USA sowie den District of Columbia und schließen im Gegensatz zu den Continental United States (kurz: CONUS) neben Hawaii auch Alaska aus.
Die geographischen Definitionen der Bezeichnungen United States, Conterminous United States und Continental United States wurden behördlich auf US-amerikanischer nationaler Ebene 1959 vom United States Board on Geographic Names, d. h. der nationalen Behörde für geographische Namen, festgelegt und 1999 bekräftigt, allerdings ist der Begriff Contiguous United States weiterhin der bekanntere.